# کلادیو روبرتو سوزا
کلادیو روبرتو سوزا (انگلیسی: Cláudio Roberto Souza؛ زادهٔ ۱۴ اکتبر ۱۹۷۳) دونده اهل برزیل است.